# Sankt Margarethen im Burgenland
Sankt Margarethen im Burgenland (ungarisch Szentmargitbánya, Szentmargit, Margita; kroatisch Margareta) ist eine Marktgemeinde mit 2710 Einwohnern (Stand 1. Jänner 2024) im Burgenland im Bezirk Eisenstadt-Umgebung in Österreich.

## Geografie
Die Gemeinde liegt im nördlichen Burgenland nahe der Landeshauptstadt Eisenstadt. Sankt Margarethen im Burgenland ist die einzige Ortschaft der Gemeinde. Weitere Ortslagen sind das Industriezentrum Gewerbe-u.-Handelspark, die Wochenendhaussiedlung Sankt Margarethen-Berg, der Tierpark Märchenwald, der Sulzhof, die Mühlen Klostermühle und Eselmühle sowie der Römersteinbruch.
Nachbargemeinden:
| Trausdorf an der Wulka | Oslip                                       | Rust     |
|                        | Kompassrose, die auf Nachbargemeinden zeigt |          |
| Siegendorf             | Fertőrákos, Ungarn                          | Mörbisch |

## Geschichte

St. Margarethen und der Steinbruch an der Straße nach Rust (Mitte links) am damals ausgetrockneten Neusiedler See, um 1873 (Aufnahmeblatt der Landesaufnahme)

Vor Christi Geburt war das Gebiet Teil des keltischen Königreiches Noricum und gehörte zur Umgebung der keltischen Höhensiedlung Burg auf dem Schwarzenbacher Burgberg.
Später unter den Römern lag das heutige Sankt Margarethen in der Provinz Pannonia.
Die erste urkundliche Erwähnung stammt aus dem Jahr 1276, dabei wurde der Ort nach dem Patrozinium einer Kirche oder Kapelle „Sancta Margareta“ genannt.
Aus den Urbaren von 1515 ist ersichtlich, dass St. Margarethen zur Herrschaft Eisenstadt zählte. Nach mehreren Besitzwechseln geht es 1622 pfandrechtlich und ab 1648 erblich in den Besitz der Familie Esterházy über.
Marktgemeinde ist Sankt Margarethen im Burgenland seit 1647. Der Ort gehörte, wie das gesamte Burgenland, bis 1920/21 zu Ungarn (Deutsch-Westungarn). Ab dem Jahr 1867 war der ungarische Name „Szentmargitbánya“. Seit 1898 musste aufgrund der Magyarisierungspolitik der Regierung in Budapest der Name „Margita“ verwendet werden.
Nach Ende des Ersten Weltkriegs wurde nach zähen Verhandlungen Deutsch-Westungarn in den Verträgen von St. Germain und Trianon 1919 Österreich zugesprochen. Der Ort gehört seit 1921 zum damals neu gegründeten Bundesland Burgenland (siehe auch Geschichte des Burgenlandes).
Am heutigen Grenzübergangspunkt zwischen Sankt Margarethen und Sopronkőhida (Ungarn) gelang am 19. August 1989 am Rande des Paneuropäischen Picknicks mehreren hundert DDR-Bürgern die Flucht über die damals abgeriegelte Grenze in den Westen. Dieses Ereignis wird heute vielfach als wegweisend für den Fall des Eisernen Vorhangs gewertet.

## Kultur und Sehenswürdigkeiten

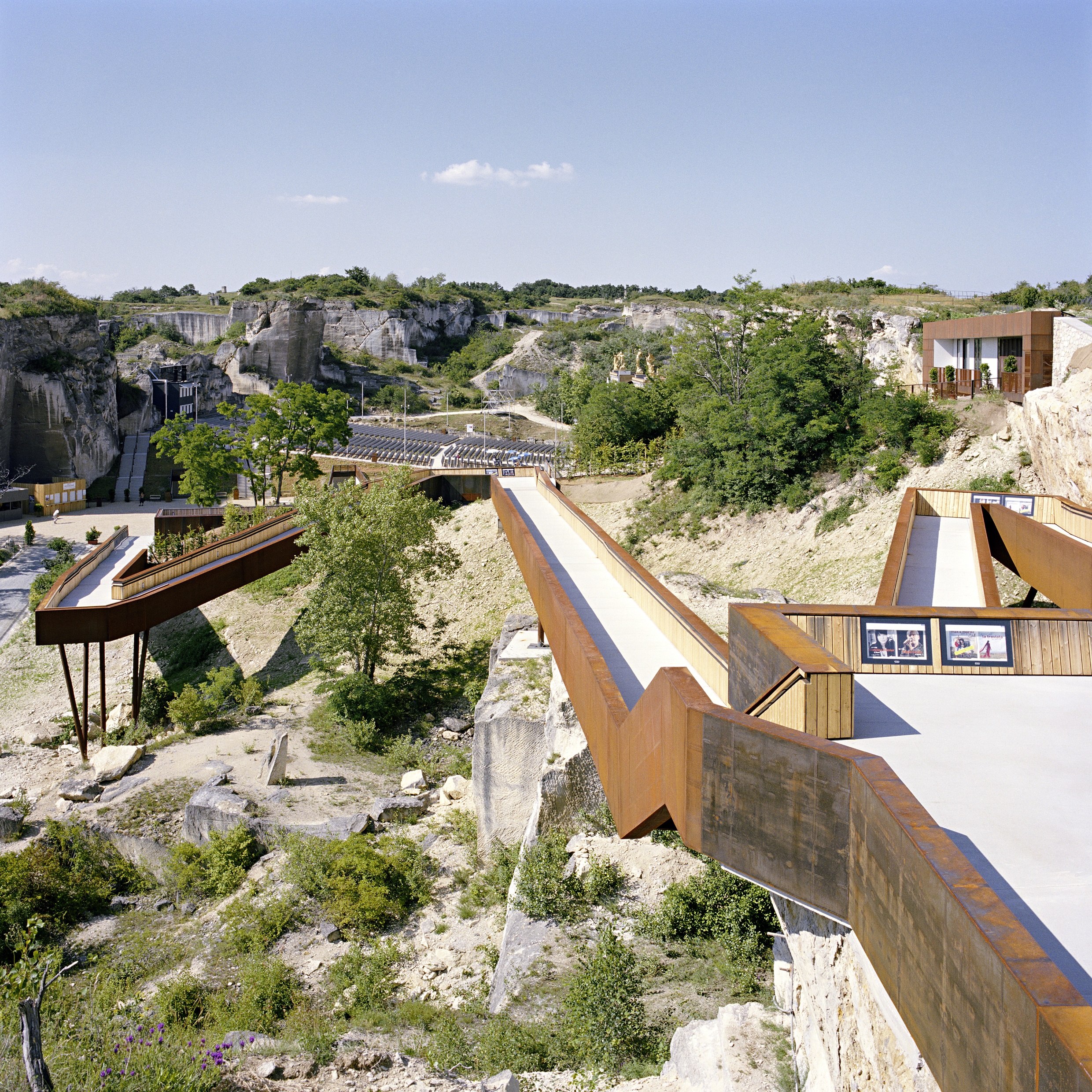
Römersteinbruch St. Margarethen

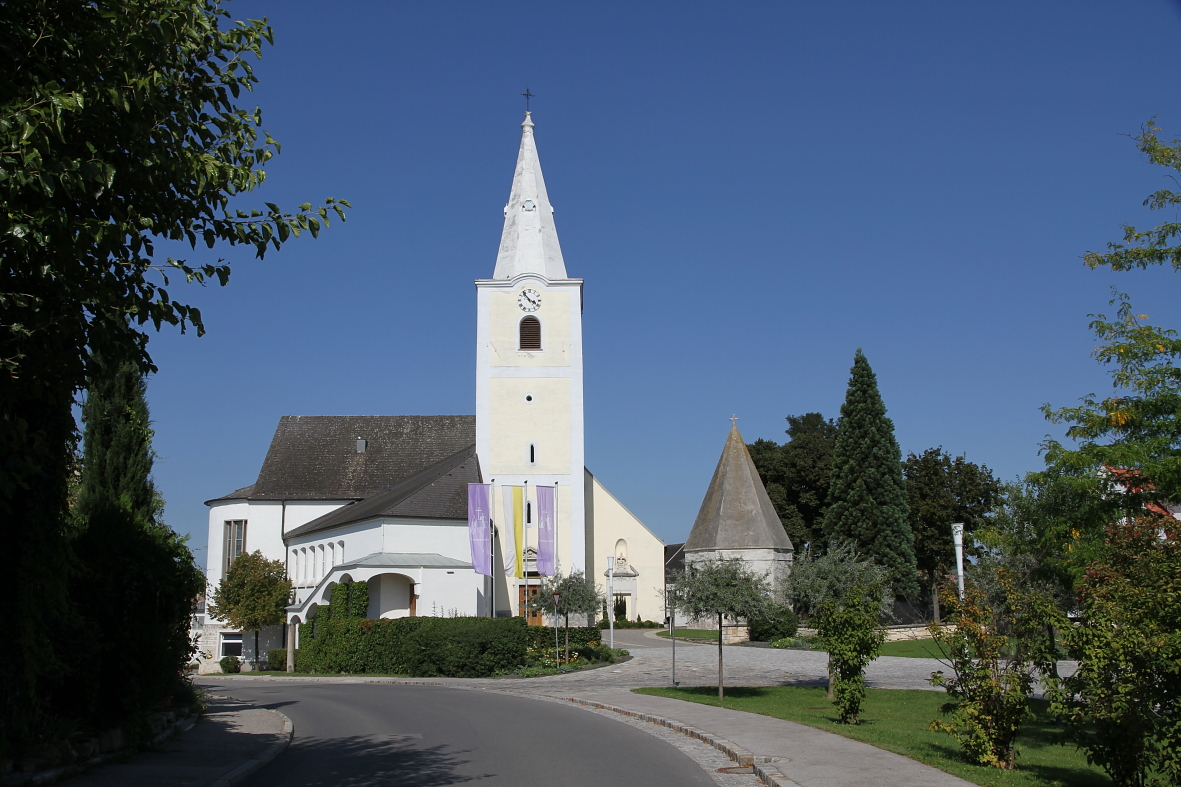
Pfarrkirche St. Margarethen im Burgenland

- Römersteinbruch St. Margarethen: Die bekannteste Sehenswürdigkeit ist der Römersteinbruch, in dem auch heute noch St. Margarethener Kalksandstein abgebaut wird. Hier wurde unter anderem das Baumaterial für den Wiener Stephansdom, aber auch später zum Bau vieler Gebäude entlang der Wiener Ringstraße gewonnen.
- Bildhauerhaus Sankt Margarethen mit Skulpturen beim Römersteinbruch
- Pfarrkirche St. Margarethen im Burgenland: Eine weitere Sehenswürdigkeit in St. Margarethen ist die im Kern gotische Pfarrkirche. Das heutige Gebäude wurde 1516 fertiggestellt. Die barocke Kanzel aus Sandstein stammt aus dem Jahr 1795. Die Kirche wurde in den Jahren 1959/60 erweitert. Im Jahr 1991 Neugestaltung des Altarraumes.
- Karner aus dem 14. Jahrhundert
- Pranger aus dem 17. Jahrhundert

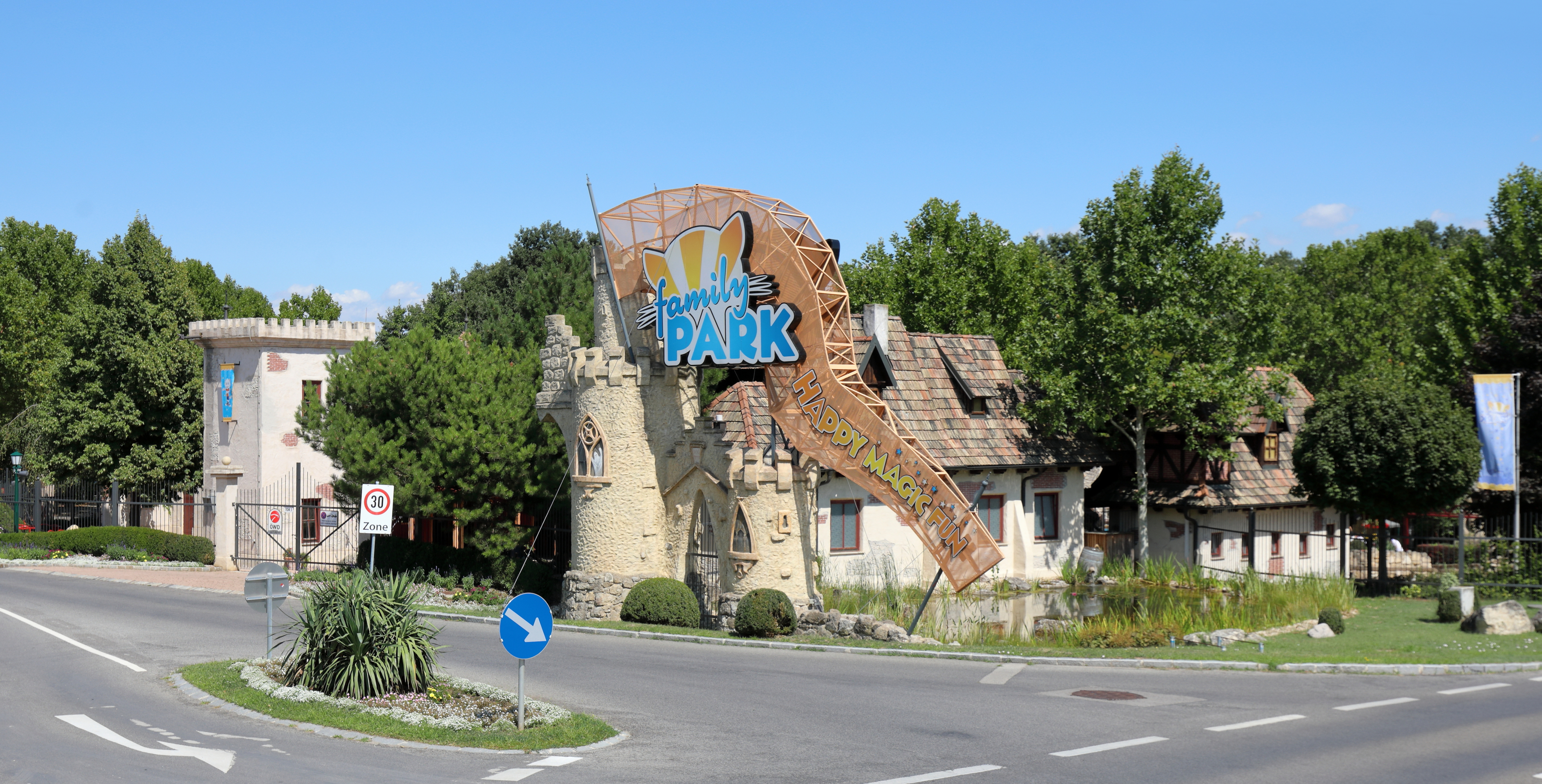
Familypark Neusiedlersee

- Familypark Neusiedlersee: der größte Freizeitpark in Österreich mit rund 140.000 m²

### Regelmäßige Veranstaltungen

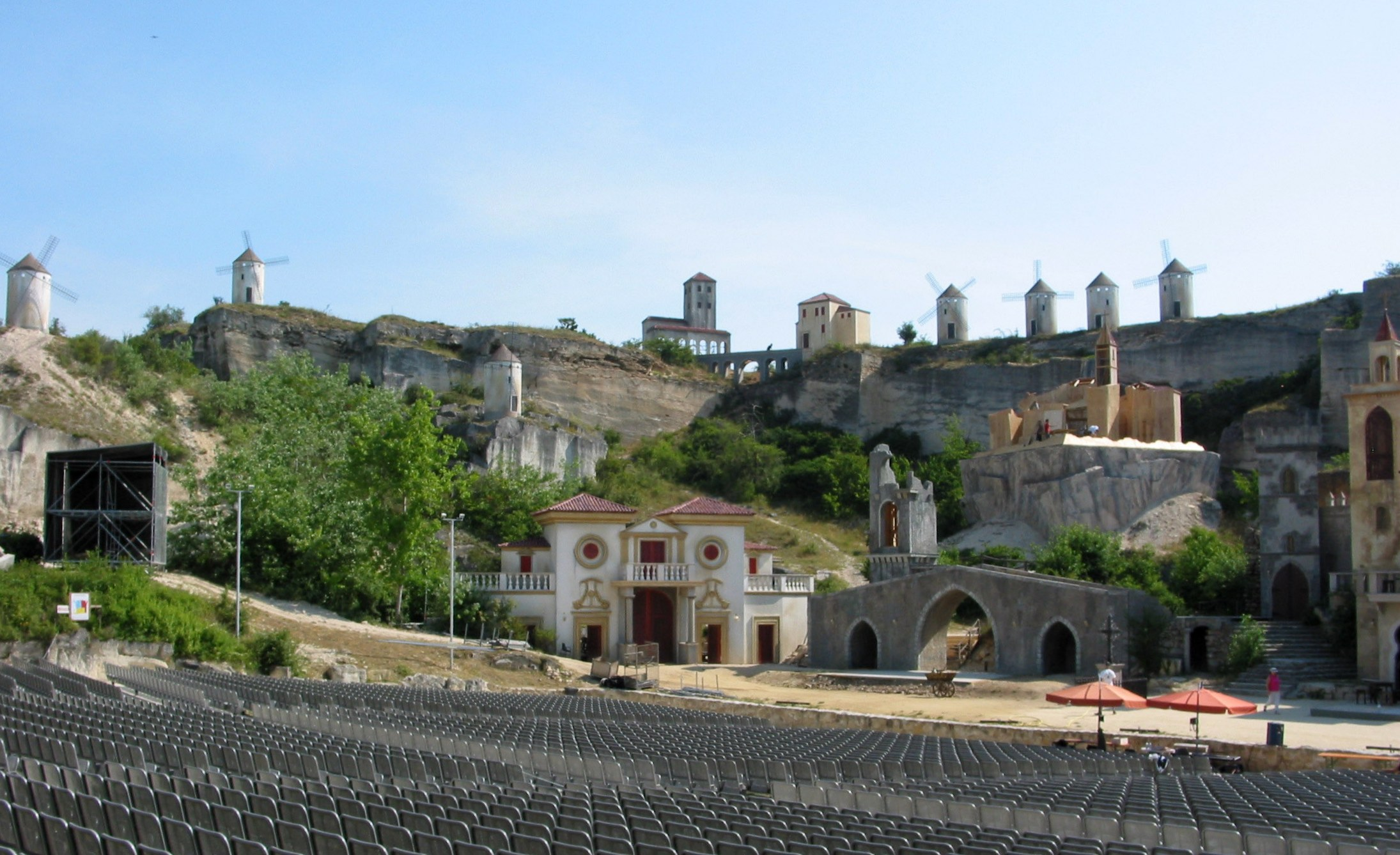
Opernbühne im Römersteinbruch Sankt Margarethen mit Kulissen für Carmen

- Die Opernfestspiele St. Margarethen finden jährlich im Sommer im stillgelegten Teil des Steinbruchs statt.
- Passionsspiele im Römersteinbruch: Rund 450 Laienschauspieler und weitere 200 Mitarbeiter aus allen Alters- und Berufsschichten – vorwiegend aus St. Margarethen – führen im Römersteinbruch in 5-jährigem Intervall die Passionsspiele auf. Im Jahre 1926 wurden in St. Margarethen zum ersten Mal Passionsspiele in einem Bauernhof dargestellt. Seit 1961 wird für die alle fünf Jahre stattfindende Aufführung die Naturkulisse des Römersteinbruchs genutzt. Im Jahre 2001 kamen an 20 Spieltagen insgesamt 70.000 Besucher. Mit dem Reinerlös der Aufführungen werden pfarrliche, soziale und missionarische Projekte unterstützt.
- Bildhauersymposion St. Margarethen: Im und um den Römersteinbruch sind mehr als 100 Skulpturen aufgestellt. Von 1959 bis in die 70er Jahre wurden hier, auf Initiative von Karl Prantl, Bildhauer-Symposien durchgeführt. Das Bildhauersymposion in St. Margarethen gilt als Initialzündung für eine weltweite Bewegung, die sich im Laufe der folgenden Jahrzehnte in zahlreichen neuen Bildhauer-Symposien in Europa, Amerika und Asien niederschlug.

## Politik

### Gemeinderat
Der Gemeinderat umfasst aufgrund der Einwohnerzahl insgesamt 23 Mitglieder.
| Partei          | 2022             | 2022             | 2022             | 2017             | 2017             | 2017             | 2012             | 2012             | 2012             | 2007             | 2007             | 2007             | 2002             | 2002             | 2002             | 1997             | 1997             | 1997             |
| Partei          | Sti.             | %                | M.               | Sti.             | %                | M.               | Sti.             | %                | M.               | Sti.             | %                | M.               | Sti.             | %                | M.               | Sti.             | %                | M.               |
| --------------- | ---------------- | ---------------- | ---------------- | ---------------- | ---------------- | ---------------- | ---------------- | ---------------- | ---------------- | ---------------- | ---------------- | ---------------- | ---------------- | ---------------- | ---------------- | ---------------- | ---------------- | ---------------- |
| ÖVP             | 1064             | 59,14            | 15               | 1.213            | 65,18            | 15               | 1149             | 61,81            | 14               | 1137             | 61,56            | 15               | 907              | 49,40            | 12               | 745              | 48,28            | 11               |
| SPÖ             | 627              | 34,85            | 8                | 488              | 26,22            | 6                | 613              | 32,97            | 8                | 641              | 34,70            | 8                | 854              | 46,51            | 11               | 625              | 40,51            | 10               |
| MFG             | 60               | 3,34             | 0                | nicht kandidiert | nicht kandidiert | nicht kandidiert | nicht kandidiert | nicht kandidiert | nicht kandidiert | nicht kandidiert | nicht kandidiert | nicht kandidiert | nicht kandidiert | nicht kandidiert | nicht kandidiert | nicht kandidiert | nicht kandidiert | nicht kandidiert |
| FPÖ             | 48               | 2,67             | 0                | 160              | 8,60             | 2                | 77               | 4,14             | 1                | 35               | 1,89             | 0                | 75               | 4,08             | 0                | 173              | 11,21            | 2                |
| LBL             | nicht kandidiert | nicht kandidiert | nicht kandidiert | nicht kandidiert | nicht kandidiert | nicht kandidiert | 20               | 1,08             | 0                | nicht kandidiert | nicht kandidiert | nicht kandidiert | nicht kandidiert | nicht kandidiert | nicht kandidiert | nicht kandidiert | nicht kandidiert | nicht kandidiert |
| FBL             | nicht kandidiert | nicht kandidiert | nicht kandidiert | nicht kandidiert | nicht kandidiert | nicht kandidiert | nicht kandidiert | nicht kandidiert | nicht kandidiert | 34               | 1,84             | 0                | nicht kandidiert | nicht kandidiert | nicht kandidiert | nicht kandidiert | nicht kandidiert | nicht kandidiert |
| Wahlberechtigte | 2482             | 2482             | 2482             | 2444             | 2444             | 2444             | 2469             | 2469             | 2469             | 2407             | 2407             | 2407             | 2350             | 2350             | 2350             | 2199             | 2199             | 2199             |
| Wahlbeteiligung | 77,60 %          | 77,60 %          | 77,60 %          | 82,90 %          | 82,90 %          | 82,90 %          | 84,12 %          | 84,12 %          | 84,12 %          | 84,17 %          | 84,17 %          | 84,17 %          | 86,34 %          | 86,34 %          | 86,34 %          | 85,81 %          | 85,81 %          | 85,81 %          |

### Gemeindevorstand
Dem Gemeindevorstand gehören neben Bürgermeister Eduard Scheuhammer (ÖVP) und Vizebürgermeister weiters Christian Schriefl (ÖVP), Jakob Jürgen (SPÖ), Wolfgang Abraham (ÖVP), Christoph Osterseher (ÖVP), Franz Schneider (SPÖ) und Gerold Taisser (ÖVP) an.
Christoph Osterseher (ÖVP) ist zudem Gemeindekassier. Umweltgemeinderätin ist Martina Scheibstock (ÖVP).

### Bürgermeister
Bürgermeister ist Eduard Scheuhammer (ÖVP), der im Jänner 2007 die Nachfolge von Franz Strasser (ÖVP) antrat. Bei der Bürgermeisterdirektwahl am 1. Oktober 2017 konnte sich Scheuhammer im ersten Wahlgang mit 70,79 % gegen Franz Schneider (SPÖ; 23,85 %) und Heinz Raschl (FPÖ; 5,36 %) durchsetzen.
Bei der Wahl 2022 wurde Eduard Scheuhammer mit 65,95 Prozent der Stimmen im ersten Wahlgang als Bürgermeister bestätigt.

### Wappen
Blasonierung: In rotem Schild über einem grünen Berg die goldene Figur der Hl. Margarethe mit dem goldenen Wurm.

## Persönlichkeiten

### Söhne und Töchter der Gemeinde
- Hans Pascher (1858–1942), Architekt des Historismus
- Paul Koller (1889–1950), Beamter und Politiker
- Emmerich Tálos (* 1944), Politikwissenschaftler und Autor
- Erwin Schneider (1955–2007), Fußballspieler und -funktionär

### Personen mit Bezug zur Gemeinde
- Martin Kugler (1630–1682), Steinmetzmeister und Bildhauer
- Karl Prantl (1923–2010), österreichischer Bildhauer, Gründer des 'Bildhauer-Symposion in St. Margarethen'
- Peter Paszkiewicz (* 1943), Stein-Bildhauer, lebt und arbeitet im Ort